# Piroska de Hungría

Santa Piroska de Hungría (1088-1134) fue una princesa húngara de la casa de los Árpades y emperatriz consorte como Irene de Hungría su nombre al convertirse al cristianismo ortodoxo para contraer nupcias con Juan II Comneno y recibir la corona del Imperio Bizantino.
Hija del rey húngaro San Ladislao I (1040-1095) y Adelaida de Rheinfelden (†1090). Piroska (cuyo nombre es la variante húngara de Prisca) nació en Estrigonia, y su madre Adelaida murió en 1090 cuando ella tenía tan sólo dos años de edad. San Ladislao, su padre, falleció en 1095, dejando totalmente huérfana a la pequeña, que pasó bajo la tutoría de su primo Colomán de Hungría, el nuevo rey húngaro. Para mejorar las relaciones del reino húngaro con el Imperio Bizantino, Colomán entregó en matrimonio a Piroska al hijo del emperador Alejo I Comneno, quien ya era coemperador desde septiembre de 1092, y de quien se esperaba que sucedería a su padre en el trono. De esta manera, Piroska sería esposa del emperador bizantino Juan II Comneno (1118-1143) a partir de 1104. Convirtiéndose a la confesión ortodoxa, se deshizo de su nombre húngaro y adoptó el de "Irene". En la liturgia ortodoxa es considerada una santa y su fiesta se celebra el 13 de agosto.
Piroska siempre recibió en la corte bizantina a peregrinos europeos, especialmente a caballeros y misioneros húngaros. Jamás se desligó completamente de Hungría, y en muchas ocasiones sirvió de intermediaria entre los dos Estados. Fue esta ferviente personalidad inclinada hacia la cultura húngara y europea occidental en general la que afectó profundamente a su hijo, el futuro emperador bizantino Manuel I Comneno, quien sintió una enorme curiosidad e interés por todo este mundo.
La emperatriz consorte fundó en Constantinopla uno de los monasterios principales de Bizancio, el monasterios de Cristo Pantokrator (hoy Mezquita de Zeyrek), que contenía tres iglesias y un hospital de más de 50 camas (lo cual para la época era una cifra enorme) que admitía enfermos de todas las clases sociales. Además, disponía de un albergue para desvalidos, con raciones anuales de comida y vino.